# Progressief conservatisme
Het progressief conservatisme in een ideologie die progressieve en conservatieve ideeën met elkaar wil verbinden. Het progressief conservatisme is voorstander van sociale wetgeving om de armoedeproblematiek te beteugelen en het reguleren van de markten ten behoeve van producenten en consumenten. Het conservatieve karakter van de ideologie komt tot uiting in zaken als respect voor het gezag, plichtsbesef, trouw aan godsdienst en traditie alsmede een streven naar zekerheid, rust en orde.

## Geschiedenis
Het progressief conservatisme kwam in de negentiende eeuw op als een reactie op de toenemende armoede als gevolg van de industrialisering. Bezorgd om de groeiende kloof tussen arm en rijk, ontwikkeld en onontwikkeld, en het afnemend normbesef, was men van mening dat staatsingrijpen, het stimuleren van gemeenschapsgevoel, de nadruk op traditionele normen en waarden en paternalisme het traditionele evenwicht tussen individu (persoon) en gemeenschap konden herstellen. Een belangrijke rol was er weggelegd voor de traditionele en nieuwe elite (respectievelijk de adel en opkomende burgerij) om zich op te werpen als hoeders van de traditionele zorgplicht jegens de minderbedeelden (noblesse oblige).
De ideologie van het progressief conservatisme is samen met het klassiek liberalisme dominant geweest in verscheidene Europese landen zoals het Verenigd Koninkrijk en Duitsland, maar ook in Canada en de Verenigde Staten van Amerika.
In het Verenigd Koninkrijk was het progressief conservatisme (One-nation conservatism) dominerend binnen de Conservative Party tijdens de jaren dat Benjamin Disraeli leiding gaf aan deze partij. (Disraeli's sympathie richting de minderbedeelden komt vooral naar voren in diens in 1845 verschenen roman Sybil, or The Two Nations, waarin de schrijver stelt dat de rijken en armen als het ware in twee afzonderlijke "werelden" (two nations) leven die volledig onverschillig tegenover elkaar staan. Strekking van het boek is dat de "two nations" naar elkaar toe groeien en in harmonie met elkaar omgaan en weer "one nation" vormen. Hij was meermaals premier en voerde belangrijke sociale wetten in, alsook het algemeen kiesrecht voor mannen. Ook latere Britse premiers van conservatieve huize stonden te boek als progressieve conservatieven, zoals Stanley Baldwin, Neville Chamberlain, Winston Churchill en Harold Macmillan. In de jaren tachtig van de twintigste eeuw verruilde de Conservative Party het progressief conservatisme voor het neoliberalisme.
De Britse theoloog en grondlegger van het christensocialisme in zijn land, F.D. Maurice (1805-1872) was een progressieve conservatief. Zijn Nederlandse biograaf, P. Blaauw schrijft in 1906: "Hij (d.i. Maurice) is volkomen conservatief, in dien zin, dat hij wil bewaren de grondslagen. Maar dan geen fictieve, maar Gods grondslagen. Hij is volkomen een Reformer, want hij wil ingrijpend reformeren. Maar dat reformeren mag niets anders zijn dan herstellen. Herstellen naar den vorm, die door God is gesteld, hergeven den "vorm", waarnaar God alles schiep. Hij is daarmee evenveel gekant tegen het conservatieve systeem als tegen het reformistische systeem."
In Canada domineerde de progressief conservatieve vleugel van de Progressive Conservative Party het regeringsbeleid van de meeste conservatieve regeringen in de negentiende en twintigste eeuw.
In de Verenigde Staten van Amerika is het progressief conservatisme uitgedragen door belangrijke hervormingsgezinde presidenten als Theodore Roosevelt (1901-1909) ("[I] always believed that wise progressivism and wise conservatism go hand in hand") en diens opvolger William Howard Taft. Beide heren waren president gedurende de zogenoemde Progressive Era en beschreven zichzelf als progressief én conservatief.
Otto von Bismarck en Leo von Caprivi waren conservatieve Duitse rijkskanseliers in de negentiende eeuw die de grondslag legden voor de moderne verzorgingsstaat.
De katholieke sociale leer zoals deze naar voren komt in de verschillende Pauselijke encyclieken, met name Rerum Novarum van paus Leo X uit 1891, vertoont trekken van progressief conservatisme. De katholieke sociale leer vormde na de Tweede Wereldoorlog een van de pijlers van de moderne christendemocratie.
In oktober 2020 presenteerde de Lijst Henk Krol (LHK) in Nederland zich als "vooruitstrevend conservatief.": "koester wat goed is, verander wat beter kan."

## Situering binnen het ideologische landschap
Het progressief conservatisme vormt de linkerflank van het conservatisme. In menig opzicht staat de ideologie haaks op het neoliberalisme van de moderne conservatieven in haar pleidooi voor gemeenschapszin, paternalisme en streven naar een sociaal vangnet en solidariteit. Het constante zoeken naar een balans tussen onder meer individu en gemeenschap, vooruitgang en behoudzucht, belangen van de werkgever en belangen van de werknemer maakt van het progressief conservatisme wel een typische ideologie van het politieke midden.